# 1959 à la télévision
| Années de la télévision : 1956 - 1957 - 1958 - 1959 - 1960 - 1961 - 1962    |
| Décennies de la télévision : 1920 - 1930 - 1940 - 1950 - 1960 - 1970 - 1980 |

Cet article présente les faits marquants de l'année 1959 à la télévision.

## Émissions

### France
- 9 janvier : Première de l'émission des Cinq colonnes à la Une, magazine de télévision de Pierre Lazareff, Pierre Dumayet, Pierre Desgraupes et Igor Barrère sur RTF Télévision.
- 18 janvier : Première de l'émission Télé Dimanche sur RTF Télévision.
- 4 février : Première de l'émission Discorama sur RTF Télévision.
- 22 juin : Dernière de l'émission La Clé des champs (émission de télévision) sur RTF Télévision.
- 31 juillet : Dernière de l'émission Télé-Paris sur RTF Télévision.
- 25 septembre : Première de l'émission Paris-Club sur RTF Télévision.
- 25 décembre : Les Trois Mousquetaires, dramatique de Claude Barma d'après Alexandre Dumas, diffusée en direct le jour de noël, avec Jean-Paul Belmondo dans le rôle de d'Artagnan.

## Séries télévisées

### États-Unis
- 9 janvier : diffusion du premier épisode de Rawhide sur CBS
- 20 avril : diffusion du premier épisode des Incorruptibles sur ABC
- 8 mai : diffusion du dernier épisode de la Rintintin sur ABC
- 10 septembre : diffusion du premier épisode de Johnny Staccato sur NBC
- 12 septembre : diffusion du premier épisode de Bonanza sur NBC
- 12 septembre : diffusion du premier épisode de The Deputy sur NBC
- 15 septembre : diffusion du premier épisode de Laramie sur NBC
- 2 octobre : diffusion du premier épisode de La Quatrième Dimension sur CBS
- 3 octobre : diffusion du premier épisode de La Main dans l'ombre sur NBC
- 4 octobre : diffusion du premier épisode de Denis la petite peste sur CBS
- 5 octobre : diffusion du premier épisode d'Aventures dans les îles sur ABC
- 8 octobre : diffusion du premier épisode de Dobie Gillis sur CBS
- 23 octobre : diffusion du premier épisode du Renard des marais sur ABC
- 24 octobre : diffusion du premier épisode de Bonne chance M. Lucky sur CBS

### France
- 26 février : diffusion du premier épisode des Aventures d'Oscar sur la première chaîne de la RTF.
- Diffusion de Ciné Policier sur la RTF.

### Royaume-Uni
- 13 juin : diffusion du premier épisode de L'Homme invisible sur ITV
- 13 septembre : diffusion du premier épisode d'Ici Interpol sur ITV
- 12 décembre : diffusion du dernier épisode de L'Homme invisible sur ITV
- 26 décembre : diffusion du premier épisode de Détective international sur ITV

## Feuilletons télévisés
1er épisode de la jolie série AIGLE NOIR (brave eagle)  dont le héros était un amerindiens cheyenne

## Principales naissances
- 23 janvier : Didier Bourdon, humoriste et acteur français membre du trio comique Les Inconnus.
- 11 février : Bradley Cole, acteur et chanteur américain.
- 13 mars : Pascal Légitimus, comique, acteur et réalisateur français.
- 14 mars : Tamara Tunie, actrice américaine.
- 17 avril : Sean Bean, acteur de cinéma et de télévision britannique (Royaume-Uni).
- 25 avril : Nathalie Rheims, écrivain et productrice français (France).
- 9 mai : Luc Noël, journaliste, présentateur télé (Belgique).
- 11 juin : Hugh Laurie, comédien britannique (Royaume-Uni).
- 12 juillet : Rémy Sarrazin, musicien, comédien et producteur français.
- 30 août : Yves Calvi, journaliste français.
- 2 octobre : Alexandra Kazan, actrice française et présentatrice de télévision.
- 30 octobre : Vincent Lagaf', humoriste et animateur français
- 23 novembre : Maxwell Caulfield, acteur de télévision et de théâtre américain d'origine écossaise.
- 21 décembre : Corinne Touzet, actrice, réalisatrice et productrice française.

## Principaux décès
- 16 juin : George Reeves, acteur et réalisateur américain (° 5 janvier 1914).